# بوته گز (مشهد)
بوته گز (مشهد)، روستایی از توابع بخش رضویه شهرستان مشهد در استان خراسان رضوی ایران است.

## جمعیت
این روستا در دهستان پایین ولایت قرار دارد و براساس سرشماری مرکز آمار ایران در سال ۱۳۸۵، جمعیت آن ۷۸ نفر (۲۲خانوار) بوده‌است.